# بيتر سايمور
بيتر سايمور (بالإنجليزية: Peter Seymour)‏ هو عازف جاز وملحن أمريكي، ولد في 17 نوفمبر 1977 في دالاس في الولايات المتحدة.